# Římskokatolická farnost Horní Heřmanice
Římskokatolická farnost Horní Heřmanice je územním společenstvím římských katolíků v rámci žamberského vikariátu královéhradecké diecéze.

## O farnosti

### Historie
Horní Heřmanice jsou připomínány v roce 1304 jako majetek zbraslavských cisterciáků. Později přešly do držení litomyšlské diecéze. Místní kostel byl původně dřevěný. V 18. století byl postaven nový, zděný barokní kostel s věží v průčelí, zasvěcený svatému Jiří.

### Správci farnosti
- 23. října 2007–31. července 2008 ThLic. Ireneusz Szociński
- 1. srpna 2008–14. července 2011 ThMgr. Artur Kamil Różański
- od 15. července 2011 ThLic. Ireneusz Szociński[3]

### Současnost
Farnost je spravována excurrendo z Bystřece.
| Kostel                     | Místo           | Bohoslužba             | Bohoslužba             | Poznámka     |
| -------------------------- | --------------- | ---------------------- | ---------------------- | ------------ |
| Kostel svatého Jiří        | Horní Heřmanice | neděle                 | 11.00                  | farní kostel |
| Kaple Panny Marie Bolestné | Mezilesí        | neslouží se pravidelně | neslouží se pravidelně | obecní kaple |